# Агар, Джеймс, 3-й граф Нормантон
Джеймс Чарльз Герберт Уэлбор Эллис Агар, 3-й граф Нормантон (англ. James Charles Herbert Welbore Ellis Agar, 3rd Earl of Normanton; 17 сентября 1818 — 19 декабря 1896) — англо-ирландский пэр и консервативный политик. Он носил титул учтивости — виконт Сомертон с 1818 по 1868 год.

## Биография
Родился 17 сентября 1818 года в Дитчли-хаусе, графство Оксфордшир. Старший сын Уэлбора Эллиса Агара, 2-го графа Нормантона (1778—1868), и леди Дианы Герберт (1790—1841), дочери Джорджа Герберта, 11-го графа Пембрука. Он получил образование в Вестминстерской школе в Лондоне и в Тринити-колледже Кембриджского университета, Кембридж, Кембриджшир.
Джеймс Агар заседал в Палате общин Великобритании от Уилтона с 1841 по 1852 год.
С 1851 года — лейтенант Уилтширского йоменского полка. Он занимал посты заместителя лейтенанта Хэмпшира и заместителя лейтенанта Уилтшира.
26 августа 1868 года после смерти своего отца Джеймс Агар унаследовал титулы 3-го графа Нормантона, 3-го виконта Сомертона и 3-го барона Сомертона из Сомертона (графство Килкенни).
Как ирландский пэр, лорд Нормантон не имел места в Палате лордов Великобритании, если только его не избирали в качестве представителя ирландского пэра, чего он никогда не был. Но 9 апреля 1873 года ему был присвоен титул барона Сомертона из Сомерли (графство Саутгемптон) в системе Пэрства Соединённого королевства, что дало ему место в палате лордов, которое унаследовали его преемники.

## Личная жизнь
9 апреля 1856 года лорд Нормантон женился на Кэролайн Сьюзан Огасте Баррингтон (21 октября 1834 — 13 января 1915), дочери Уильяма Баррингтона, 6-го виконта Баррингтона, и достопочтенной Джейн Элизабет Лидделл. У супругов было восемь детей:
- Леди Кэролайн Элизабет Агар (21 марта 1857 — 9 мая 1894), вышедшая замуж за Эдварда Вильерса, 5-го графа Кларендона. У них были сын и дочь.
- Лейтенант Чарльз Джордж Уэлбор Эллис Агар, виконт Сомертон (27 апреля 1858 — 17 января 1894), умер неженатым.
- Леди Мэри Беатрис Агар (10 августа 1859 — 20 декабря 1943), умерла незамужней
- Леди Маргарет Элизабет Диана Агар (10 декабря 1863 — 29 марта 1941), вышла замуж за достопочтенного Иэна Кэмпбелла, сына Джона Александра Гэвина Кэмпбелла, 6-го графа Бредалбейна и Холланда. У них был один сын Иэн.
- Сидни Джеймс Агар, 4-й граф Нормантон (9 апреля 1865 — 25 ноября 1933), женился на леди Эми Фредерике Алисе Бинг, дочери Генри Бинга, 4-го графа Страффорда, и графини Генриетты Даннешельд-Самсё, дочери Кристиана Конрада Софуса Даннескольда-Самсё (1800—1886). У них был один сын и семь дочерей.
- Леди Мэри Аделаида Агар (18 августа 1869 — 7 июня 1921), вышла замуж за Генри Сент-Джорджа Фоули, сына генерала сэра Сент-Джорджа Фоули[англ.]. У них был сын Джеральд и дочь Милдред.
- Достопочтенный Генри Огастес Бернар Агар (21 ноября 1870 — 25 апреля 1885), умер неженатым.
- Достопочтенный Фрэнсис Уильям Артур Агар (19 октября 1873 — 18 августа 1936), женился на Лоре Эстли Кеннард, дочери Генри Стейнмеца Кеннарда. У них были сын и дочь.